# Diocesi di Trujillo (Honduras)
La diocesi di Trujillo (in latino Dioecesis Truxillensis in Honduria) è una sede della Chiesa cattolica in Honduras suffraganea dell'arcidiocesi di San Pedro Sula. Nel 2022 contava 242.000 battezzati su 457.000 abitanti. È retta dal vescovo Jenry Orlando Ruiz Mora.

## Territorio
La diocesi comprende i dipartimenti di Colón e di Gracias a Dios nella parte nord-orientale dell'Honduras.
Sede vescovile è la città di Trujillo, dove si trova la cattedrale di San Giovanni Battista.
Il territorio si estende su una superficie di 25.296 km² ed è suddiviso in 10 parrocchie.

## Storia
Trujillo fu sede della prima diocesi del Paese dal 1531 fino al 1561, quando fu traslata a Comayagua; nel 1916 fu nuovamente trasferita a Tegucigalpa, dando origine all'arcidiocesi di Tegucigalpa.
L'attuale diocesi è stata eretta il 3 luglio 1987 con la bolla Pro Supremi di papa Giovanni Paolo II, ricavandone il territorio dalla diocesi di San Pedro Sula (oggi arcidiocesi).
Originariamente suffraganea dell'arcidiocesi di Tegucigalpa, il 26 gennaio 2023 è entrata a far parte della provincia ecclesiastica di San Pedro Sula.

## Cronotassi dei vescovi
Si omettono i periodi di sede vacante non superiori ai 2 anni o non storicamente accertati.
- Virgilio López Irias, O.F.M. † (3 luglio 1987 - 22 giugno 2004 deceduto)
- Luis Felipe Solé Fa, C.M. (18 marzo 2005 - 10 marzo 2023 ritirato)
- Jenry Orlando Ruiz Mora, dal 10 marzo 2023

## Statistiche
La diocesi nel 2022 su una popolazione di 457.000 persone contava 242.000 battezzati, corrispondenti al 53,0% del totale.
| anno | popolazione | popolazione | popolazione | presbiteri | presbiteri | presbiteri | presbiteri                | diaconi | religiosi | religiosi | parrocchie |
| anno | battezzati  | totale      | %           | numero     | secolari   | regolari   | battezzati per presbitero | diaconi | uomini    | donne     | parrocchie |
| ---- | ----------- | ----------- | ----------- | ---------- | ---------- | ---------- | ------------------------- | ------- | --------- | --------- | ---------- |
| 1990 | 170.000     | 200.000     | 85,0        | 12         |            | 12         | 14.166                    |         | 14        | 19        | 7          |
| 1999 | 212.700     | 248.800     | 85,5        | 17         | 4          | 13         | 12.511                    |         | 15        | 33        | 9          |
| 2000 | 212.700     | 248.800     | 85,5        | 17         | 4          | 13         | 12.511                    |         | 15        | 33        | 9          |
| 2001 | 227.000     | 265.000     | 85,7        | 15         | 3          | 12         | 15.133                    |         | 14        | 28        | 10         |
| 2002 | 195.000     | 256.000     | 76,2        | 14         | 2          | 12         | 13.928                    |         | 13        | 31        | 9          |
| 2003 | 230.000     | 267.000     | 86,1        | 29         | 6          | 23         | 7.931                     |         | 25        | 40        | 10         |
| 2004 | 190.000     | 283.000     | 67,1        | 19         | 8          | 11         | 10.000                    |         | 13        | 33        | 10         |
| 2010 | 230.000     | 327.000     | 70,3        | 20         | 6          | 14         | 11.500                    |         | 15        | 25        | 10         |
| 2014 | 250.000     | 355.000     | 70,4        | 21         | 7          | 14         | 11.904                    |         | 16        | 29        | 10         |
| 2017 | 259.400     | 369.400     | 70,2        | 25         | 8          | 17         | 10.376                    |         | 17        | 30        | 10         |
| 2020 | 237.500     | 447.876     | 53,0        | 21         | 10         | 11         | 11.309                    |         | 11        | 27        | 10         |
| 2022 | 242.000     | 457.000     | 53,0        | 20         | 10         | 10         | 12.100                    |         | 11        | 26        | 10         |